# Agrahara, Channarayapatna
Agrahara là một làng thuộc tehsil Channarayapatna, huyện Hassan, bang Karnataka, Ấn Độ.